# Holotrichia subiridea
Holotrichia subiridea är en skalbaggsart som beskrevs av Leon Fairmaire 1891. Holotrichia subiridea ingår i släktet Holotrichia och familjen Melolonthidae. Inga underarter finns listade i Catalogue of Life.